# Mercedes-Benz O 407

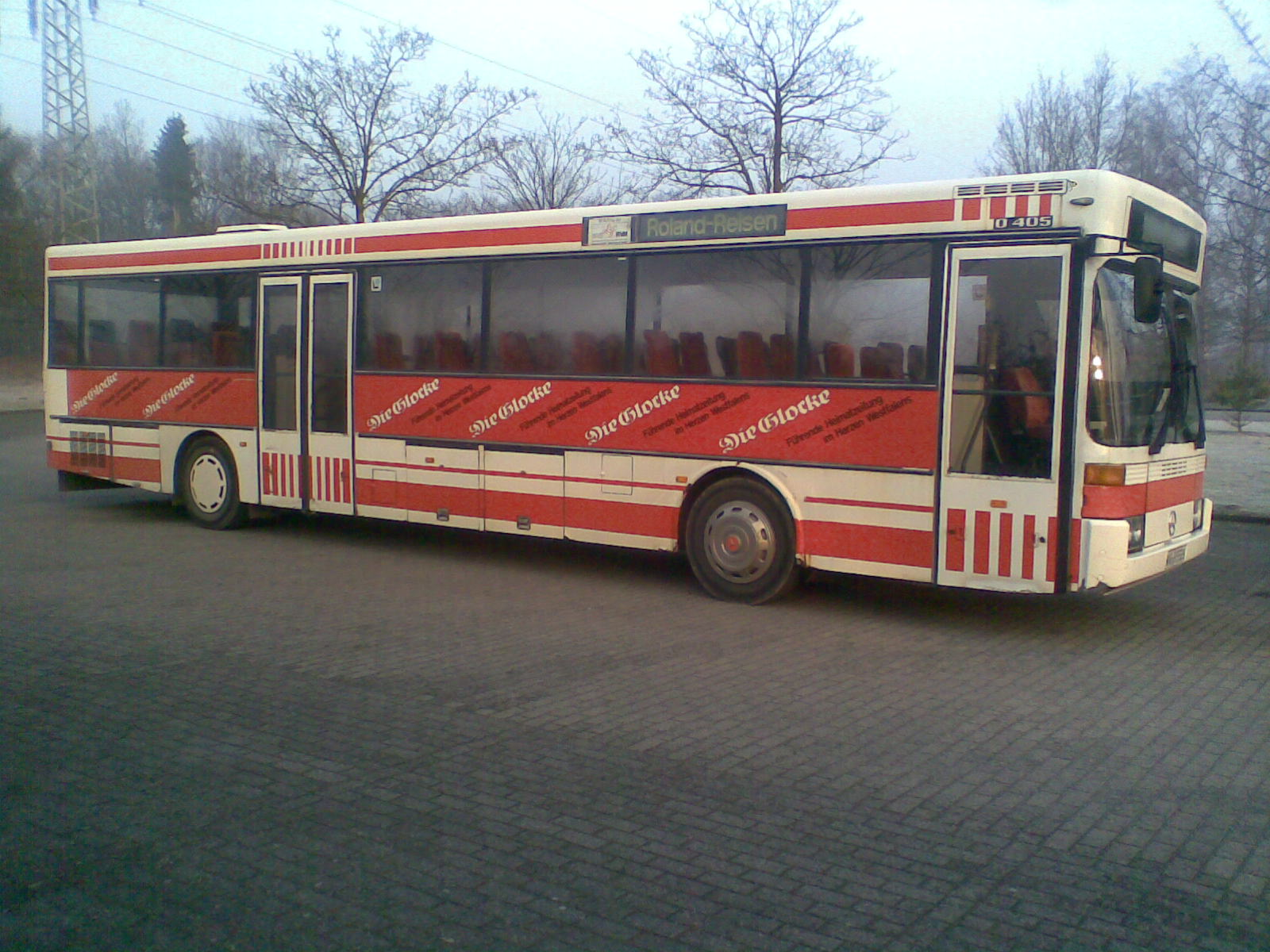
Deutschlandweit letzter (von ehemals gebauten fünf Exemplaren) in Betrieb befindlicher Mercedes-Benz Ü80 (Prototyp des O 407) (Stand Juli 2011)

Der Mercedes-Benz O 407 ist die Überlandbusvariante des VÖV-II-Busses von Daimler-Benz und wurde basierend auf den bei den Fahrzeugwerkstätten Falkenried (FFG) gebauten Prototyp Ü 80 von 1987 bis 2001 gebaut.
Gegenüber der damaligen Stadtbusvariante, dem Mercedes-Benz O 405, hatte der O 407 eine Gesamtlänge von 11,9 Metern (11,5 m beim O 405) und einen höheren Wagenboden im Fahrgastraum, um die optional erhältlichen Kofferräume aufzunehmen.
Äußerlich ist die Standardausführung des O 407, neben den größeren Abmessungen, am schmalen Vordereinstieg mit einflügliger Außenschwingtür und der hinteren, doppelflügligen Außenschwingtür zu erkennen. Auffällig ist auch die größere, einteilige Frontscheibe mit der schmalen, einzeiligen Fahrtzielanzeige und den daneben befindlichen Lufteinlässen, die auf Wunsch später aber auch beim O 405 zum Einbau kam; es wurden aber auch Fahrzeuge mit geteilter Frontscheibe hergestellt. Optional konnte auch die breite zweizeilige Fahrtzielanzeige vom O 405 bestellt werden, so wie es auch O 405 mit der einzeiligen Zielanzeige vom O 407 gab.
Der O 407 wurde ausschließlich als Solo-Hochbodenfahrzeug gefertigt. Es gab keine Gelenk- oder Niederflur-Varianten des O 407, diese basierten alle aufgrund ihrer Abmessungen (Karosserielänge, Radstände und Bodenhöhe) auf der O-405-Reihe. Etliche Gelenkbusse für die Regionalbusgesellschaften der Deutschen Bahn wurden oft mit der einzeiligen Zielanzeige des O 407 ausgeliefert, hierbei handelte es sich jedoch um O 405 G, da sie neben der gleichen Fahrzeugmaße auch vorn über die Stadtbus-Doppelschwenktüren für die Zweispurabfertigung verfügten. Dies traf auch auf eine kleine Serie von Gelenkbussen zu, die nur mit der einfachen Außenschwingtür des O 407 und dem teils nachträglich aufgebrachten Schriftzug „O 407 G“ versehen waren. Der durch die einflügelige Vordertür verengte Einstieg wies jedoch die zum Mittelgang hin gedrehten Stufen der früheren Zweispurabfertigung auf, auch entsprachen Bodenhöhen und Fensterteiler der O-405-Serie. Die Typbezeichnung O 407 oder O 407 G – das G war nicht bei allen Fahrzeugen dieser Serie enthalten – rührte daher, dass der Glastürflügel der Einstiegstür als einzelnes Bauteil tatsächlich der O-407-Baureihe entnommen war, die üblicherweise den entsprechenden, schon vorgefertigten Schriftzug „O 407“ trug. Das „G“ wurde nur bei einigen Fahrzeugen nachträglich und außermittig aufgebracht. Konstruiert und zugelassen waren diese Fahrzeuge – vom äußeren Typschriftzug abweichend – jedoch als O 405 G.
Ähnlich verhält es sich mit einem als „O 407 N“ betitelten Fahrzeug, bei dem es sich um einen baulich unveränderten O 405 N mit nachträglich verändertem Typenschild handelt. Unterscheidungsmerkmal zwischen Stadt- und Überlandvariante sind ausschließlich die größere Fahrzeuglänge (Radstände) sowie der beim Überlandbus höhere Fußboden. Auch der später aus dem O 405 N entwickelte Niederflur-Überlandbus trug daher die Bezeichnung O 405 NÜ. Unterschiedliche Fronten, Anordnung von Türen oder Fahrgastsitze waren auch schon bei den Vorgängermodellen O 305 / O 307 untereinander kombinierbar.
Die Fahrzeuge wurden mit Dieselmotoren von 177 kW (240 PS), ab 1989 auch mit 184 (250) und 220 kW (299 PS) angeboten. Serienmäßig war ein manuelles 5-Gang-Getriebe des Typs G O 4/95-5/5,1 verbaut. Gegen Aufpreis war ein 6-Gang-Synchrongetriebe G O 4/105-6/7,2 oder ein Daimler-Benz-Automatikgetriebe mit vier Gängen (W 4 A 110), später war ein ZF 5 HP 500 mit fünf Gängen erhältlich.
Ebenso wie der O 405 war auch der O 407 mit Klimatisierung und einer Retarderbremse ausstattbar. Werksseitig wurden wie beim O 405 drei Bestuhlungsvarianten angeboten, die einen Kunststoff-Schalensitz als Basis hatten, der in drei Komfortstufen (K1-K3) entweder gar nicht, mit dünn gepolsterten Sitz- und Lehnenauflagen oder einer Vollpolsterung bestellt werden konnte. Üblicherweise wurde für letztere Veloursstoff verwendet. Beim O 407 wurde aufgrund der durchschnittlich längeren Fahrtdauern gegenüber dem Stadtlinienverkehr zumeist die bequemere Kissenpolsterung gewählt. In den späteren Modellreihen wurde auch die sogenannte Hochfest-Bestuhlung aus dem O 408 angeboten. Darüber hinaus konnte die Bestuhlung auch bei Drittanbietern bestellt werden. Die Fahrgastsitze konnten optional auf Podesten im Fahrgastraum montiert werden, für den Gelegenheitsverkehr waren neben Kofferräumen zwei zusätzliche, herausnehmbare Doppelsitze auf der Kinderwagen-Stellfläche gegenüber der hinteren Tür erhältlich, um den Bus voll bestuhlen zu können. Der O 407 wies dann 53 Sitzplätze auf (sonst im Linienverkehr 49). Der O 407 hatte längs unter dem Dach Gepäckablagen über den Sitzen, die auch für den O 405 geordert werden konnten.
1992 erfuhr der O 407 eine erste, kleine Modellpflege. Die Türen waren nun bodentief verglast, der Innenraum wurde in einem grauen anstatt hellbraunen Grundton gehalten. In diesem Zuge wurden auch die größeren, als Notausstiege benutzbaren Dachluken verbaut.
Seit den 2010er Jahren ist der O 407 meist nur noch bei Privatunternehmen im Schulbus- oder Verstärkerverkehr anzutreffen, die ihn oft von regionalen Verkehrsbetrieben übernommen hatten. Im regulären Linienverkehr werden diese Fahrzeuge kaum noch eingesetzt, weil die Ausschreibungen von Verkehrsleistungen oft ein begrenztes Höchstalter oder Barrierefreiheit der Fahrzeuge als Vergabebedingung fordern. Aufgrund ihrer Robustheit und der noch konventionellen Technik waren die O 407 begehrte Fahrzeuge für den Export.

## Ausflugsversion O 408

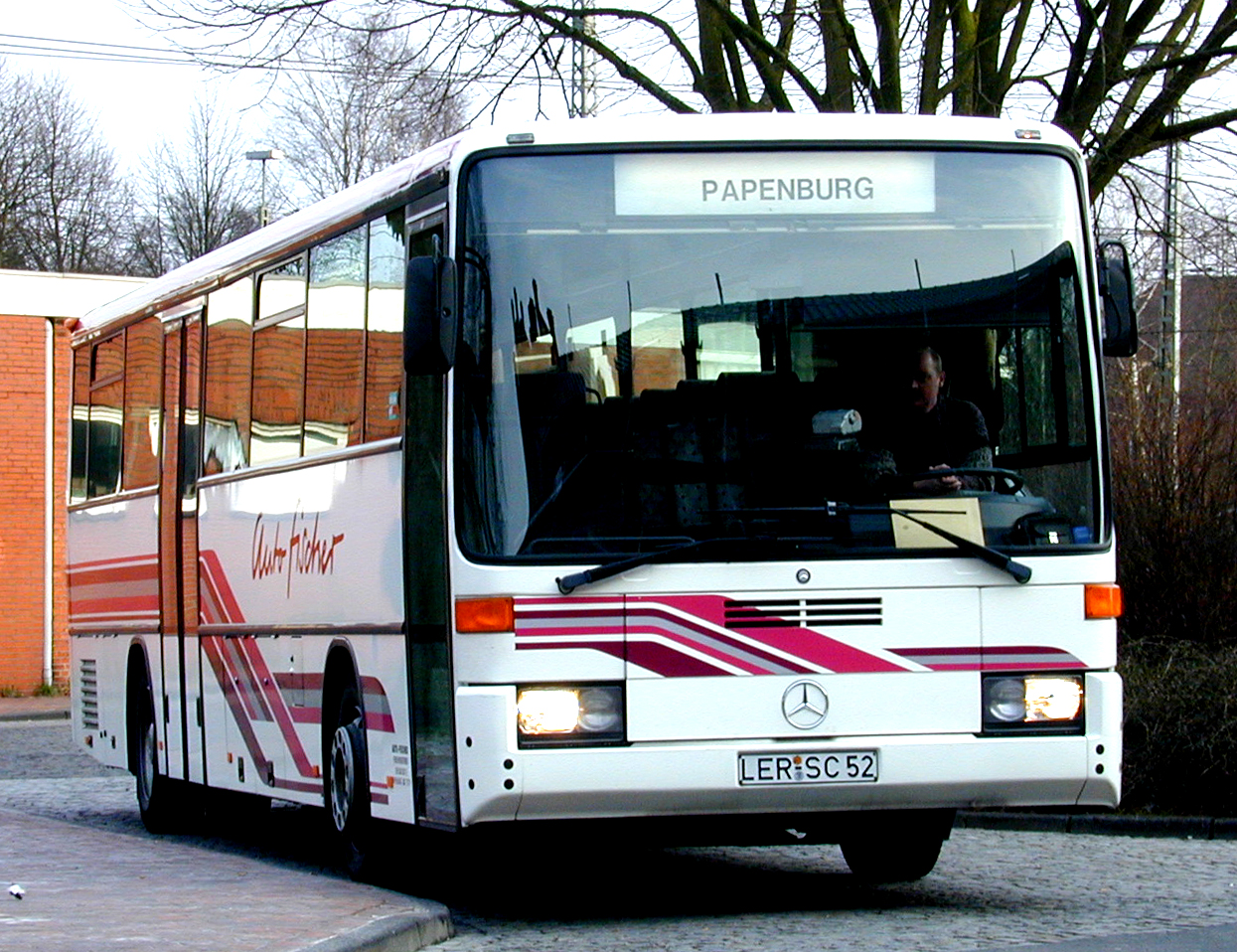
Mercedes-Benz O 408 im Linienverkehr

Um die Lücke zwischen reinen Linien- und Reisebussen zu schließen, stellte Daimler-Benz 1989 den Mercedes-Benz O 408 als Kombibus vor, der sowohl im Linienverkehr als auch Ausflugsverkehr eingesetzt werden kann. In Technik und Abmessungen entsprach dieses Fahrzeug weitgehend dem Ausgangsmodell O 407; der O 408 unterschied sich im Wesentlichen durch die gewölbte und ungeteilte Frontscheibe sowie den bis an die Dachkante reichenden Seitenfenstern mit innenliegenden Zielschildkästen rundum. Der Fahrerplatz mit dem VÖV-Cockpit und optionalem Zahltisch entsprach der Linienversion des O 407, Kofferräume, (starre) Sitze mit hohen Rückenlehnen, Vorhänge und Gepäckablagen im Fahrgastraum machten den O 408 aber auch ausflugstauglich. Dem O 408 stand wie seinem Basismodell O 407 die gleiche Motoren- und Getriebepalette zur Verfügung. 1996 wurde der O 408 durch den O 550 „Integro“ abgelöst, die Produktion des O 408 wurde aber erst 1998 eingestellt.